# Асанова Ельзара Рефатівна
Ельза́ра Рефа́тівна Аса́нова (крим. Elzara Asanova, нар. 7 січня 1947) — кримськотатарська танцівниця, артистка балету, засновниця й художня керівниця ансамблю «Гюльдесте». Працювала в Таджицькій державній філармонії і Таджицькому театрі опери та балету ім. С. Айні. Заслужена артистка Таджицької РСР (1977). Заслужена працівниця культури Автономної Республіки Крим (2009).

## Біографія та кар'єра

### 1947—1964: ранні роки
Народилася 7 січня 1947 року в Совєтобаді (нині Гафуров) Таджицької РСР, в родині митців. Її дід — Усеїн Баккал, є засновником сучасної кримськотатарської хореографії; батько — Рефат Асанов, був танцівником і вокалістом, співзасновником ансамблю «Хайтарма»; тітка — Ремзіє Баккал, народна артистка Таджикистану, знана балетмейстерка та художня керівниця «Хайтарми». Мама Ельзари — Пакізе Асанова (Баккал) — також була пов'язана з музикою, навчалася у музичному училищі.
Танцювати Ельзара Асанова почала ще в дитинстві. Після депортації її дід відкрив у Чкаловську (Таджикистан) кримськотатарський ансамбль, де ставив і кримськотатарські танці, і популярні тоді індійські; там займалася й онука. Після завершення восьмого класу вона самостійно поїхала до Ташкента, де вступила до хореографічного училища на народно-характерне відділення. Під час чотирирічного навчання проходила практику в складі узбецького державного ансамблю «Бахор». Загалом у репертуарі Ельзари Асанової, окрім кримськотатарських, танці індійського, таджицького, узбецького, ромського, турецького, арабського та інших народів.

### 1965—1992: творча кар'єра в Таджикістані та гастролі за кордоном
Після завершення училища Ельзару Асанову переконали повернутися до Таджикистану, де на той час, у 1965 році, створювався ансамбль таджицького танцю «Лола». Деякий час Асанова працювала в цьому колективі в Таджицькій державній філармонії (1965—1967), а згодом перейшла до Таджицького театру опери та балету ім. Садриддіна Айні в Душанбе. В останньому працювала у 1967—1984 роках і виконувала, зокрема, характерні танці в таких постановках, як «Лебедине озеро», «Дон Кіхот», «Клеопатра», «Лейлі та Меджнун» та інших. 1984 року танцівниця знову повернулася на роботу до філармонії, де пропрацювала до 1992 року.
У 1977 році Ельзарі Асановій присвоїли звання Заслуженої артистки Таджицької РСР за вагомий внесок у розвиток національного хореографічного мистецтва.
Вона неодноразово брала участь у державних концертах, гастролювала СРСР. У складі Держконцерту та з артистами ансамблю виступала за кордоном брала участь у міжнародних фестивалях у Москві (1985), Делі (1988), гастролювала Німеччиною, Австрією, Польщею, Чехословаччиною, Угорщиною, Індією, Пакистаном, Туреччиною, Афганістаном, Іраном та Алжиром.

### Після 1992: повернення до Криму та подальша кар'єра
Ельзара Асанова повернулася до Криму в 1992 році, тоді в Таджикистані йшла громадянська війна. У Душанбе продала трикімнатну квартиру та автомобіль, проте за виручені кошти в Криму нічого не можна було купити через інфляцію. Подібно до багатьох кримських татар, Асанова довго жила у тимчасовому житлі без світла та води.
Спочатку півроку працювала в ансамблі «Къырым», паралельно влаштувалася хореографом у симферопольську школу-гімназію № 11, а з 1994 року є художньою керівницею дитячого ансамблю східного танцю «Гульдесте» при Кримському республіканському центрі дитячої та юнацької творчості (колишній Палац піонерів). Спочатку Ельзара Асанова планувала вчити і хлопців, і дівчат, проте згодом їй висунули умову: або об'єднатися з ансамблем «Фіданлар», який теж працював при Центрі, або «Гульдесте» доведеться закрити, бо в одному державному закладі не повинно бути двох однакових колективів. Тоді за прототипом ансамблю «Бахор», що був лише жіночим, Асанова створила ансамбль східного танцю для дівчат — такого колективу в Криму не було. Ансамбль щорічно бере участь у фестивалях. Більше ніж тисяча дітей та молоді вивчали в ансамблі «Гюльдесте» кримськотатарські, а також узбецькі, турецькі, українські, єврейські, індійські, арабські та циганські танці.
2009 року Ельзарі Асановій присвоєно почесне звання «Заслужений працівник культури Автономної Республіки Крим».